# Голуй, Тадеуш
Тадеуш Голуй (пол. Tadeusz Hołuj; 23 ноября 1916, Краков — 23 октября 1985, там же) — польский писатель, поэт, публицист, драматург и сценарист, общественный деятель. Лауреат Государственной премии ПНР (1968).

## Биография
Изучал право и полонистику в Ягеллонском университете в Кракове. Со студенческих лет писал стихи. До начала Второй мировой войны работал на радио, был соредактором издания «Nasz Wyraz».
Участник боевых действий в 1939 в составе польской армии против немецких захватчиков. После поражения Польши демобилизован из армии. В ходе рейда, проведённого немецкими оккупационными властями в Варшаве, был арестован и отправлен на принудительные работы в Баварию. Во время транспортировки бежал, вернулся в Краков, где стал участником подпольной польской военной организации Союз вооружённой борьбы.
В сентябре 1942 сотрудники гестапо арестовали Т. Голуя и отправили его в концлагерь Освенцим. Здесь он был членом Комитета Главной боевой группы сопротивления лагеря.
Затем — узник нескольких концлагерей. Последним был лагерь в г. Литомержице, обслуживающий подземный военный завод нацистской Германии Б5-Рихард, откуда Голуй был освобождён в апреле 1945 года.
После окончания войны — общественно-политический деятель, член Польской рабочей партии и ПОРП. Избирался депутатом Сейма ПНР VI и VII созывов. Был первым председателем краковского клуба высокостатусной партийной интеллигенции «Кузница», в 1980—1981 симпатизировал реформаторским «горизонтальным структурам».
С 1965 Т. Голуй был Генеральным секретарём Международного комитета узников Освенцима.

## Творчество
Дебютировал в 1938 со сборниками стихов «Dziewczyno», «Płyniemy naprzód», «Płonące ścieżki». В 1942 в подполье написал книгу «Триумфальный марш» (Marsz triumfalny).
После окончания войны создал ряд исторических романов об истоках революционного, социалистического, демократического и радикального движений в Польше, в том числе: «Испытание огнём» (1946), «Королевство без земли» (т. 1-4, 1954—1956), «Роза и горящий лес» (т. 1-2, 1971), «Особа» (1974).
Ужасам концлагерей посвящены повести «Конец нашего мира» (1958), «Дерево приносит плод» (1963), «Рай» (1972), драма «Дом близ Освенцима» (1948), рассказы «Зорька» (1956) и «То» (1964). В 1951 произведения автора были запрещены цензурой к публикованию в Польше и подлежали немедленному изъятию из библиотек.
Автор телевизионных спектаклей «Эхо» (1972) и «Эпизод» (1979), сценариев фильмов «Конец нашего света» (1964), «Белая мазурка» (1978) и др.

## Награды
- Государственная премия ПНР II степени (1966)
- Орден «Знамя Труда» I степени
- Орден «Знамя Труда» II степени
- Рыцарский крест Ордена Возрождения Польши
- Золотой Крест Заслуги